# Додо-Ічьотуй
Додо-Ічьотуй (рос. Додо-Ичётуй) — улус Джидинського району, Бурятії Росії. Входить до складу Сільського поселення Нижньоічьотуйське.
Населення — 405 осіб (2015 рік).